# Agarn
Agarn is een gemeente en plaats in het Zwitserse kanton Wallis, en maakt deel uit van het district Leuk.
Agarn telt 804 inwoners.